# Louison Bobet
Louis „Louison“ Bobet (12. března 1925 Saint-Méen-le-Grand – 13. března 1983 Biarritz) byl francouzský profesionální cyklista, vynikající vrchař, jehož kariéra kulminovala v 50. letech 20. století. Třikrát se stal celkovým vítězem Tour de France (1953, 1954, 1955). Na Tour také vyhrál v ročníku 1950 horskou klasifikaci. To se mu podařilo v roce 1951 i na Giro d'Italia, kde nejlepšího celkového umístění dosáhl v roce 1957, kdy skončil druhý. Z dalších etapových závodů vyhrál Paříž–Nice (1952) a Critérium du Dauphiné (1955), z jednorázových závodů Milán-San Remo (1951), Giro di Lombardia (1951), závod Kolem Flander (1955) či Paříž–Roubaix (1956). V roce 1954 se stal mistrem světa v silniční cyklistice.